# Élections législatives de 1877 dans la Drôme
 (août 2025).
Les élections législatives de 1877 ont eu lieu le 14 octobre 1877.

## Députés élus
|   | Circonscription | Député sortant                    |  | Groupe parlementaire | Député élu                        |  | Groupe parlementaire |
| - | --------------- | --------------------------------- |  | -------------------- | --------------------------------- |  | -------------------- |
| 1 | Die             | Antoine Chevandier                |  | Union républicaine   | Antoine Chevandier                |  | Union républicaine   |
| 2 | Montélimar      | Émile Loubet                      |  | Centre gauche        | Émile Loubet                      |  | Centre gauche        |
| 3 | Nyons           | Arthur Harouard de Suarez d'Aulan |  | Appel au peuple      | Arthur Harouard de Suarez d'Aulan |  | Appel au peuple      |
| 4 | Valence 1e      | Noël Madier de Montjau            |  | Extrême gauche       | Noël Madier de Montjau            |  | Extrême gauche       |
| 5 | Valence 2e      | Isidore Christophle               |  | Centre gauche        | Isidore Christophle               |  | Centre gauche        |

## Résultats à l'échelle du département
|                | Centre gauche               | 22 406 | 27,36  | 2 |  |  |
|                | Bonapartistes               | 20 006 | 24,43  | 1 |  |  |
|                | Républicains intransigeants | 17 937 | 21,91  | 1 |  |  |
|                | Union républicaine          | 11 055 | 13,50  | 1 |  |  |
|                | Constitutionnel             | 5 283  | 6,45   | 0 |  |  |
|                | Légitimistes, Monarchistes  | 5 122  | 6,26   | 0 |  |  |
|                | Divers                      | 72     | 0,09   |   |  |  |
|                |                             |        |        |   |  |  |
| Inscrits       | Inscrits                    | 97 195 | 100,00 | 5 |  |  |
| Votants        | Votants                     | 82 102 | 84,47  |   |  |  |
| Abstentions    | Abstentions                 | 15 093 | 15,53  |   |  |  |
| Blancs et nuls | Blancs et nuls              | 221    | 0,27   |   |  |  |
| Exprimés       | Exprimés                    | 81 881 | 99,73  |   |  |  |

## Résultats par arrondissement

### Arrondissement de Die
| Candidats      | Candidats          | Étiquette,         | Premier tour | Premier tour |
| Candidats      | Candidats          | Étiquette,         | Voix         | %            |
| -------------- | ------------------ | ------------------ | ------------ | ------------ |
|                | Antoine Chevandier | Union républicaine | 11 055       | 67,57        |
|                | Morin              | Constitutionnel    | 5 283        | 32,29        |
|                | Divers             |                    | 22           | 0,13         |
|                |                    |                    |              |              |
| Inscrits       | Inscrits           | Inscrits           | 19 510       | 100,00       |
| Votants        | Votants            | Votants            | 16 390       | 84,01        |
| Abstention     | Abstention         | Abstention         | 3 120        | 15,99        |
| Blancs et nuls | Blancs et nuls     | Blancs et nuls     | 30           | 0,18         |
| Exprimés       | Exprimés           | Exprimés           | 16 360       | 99,82        |

### Arrondissement de Montélimar
| Candidats      | Candidats                   | Étiquette,     | Premier tour | Premier tour |
| Candidats      | Candidats                   | Étiquette,     | Voix         | %            |
| -------------- | --------------------------- | -------------- | ------------ | ------------ |
|                | Émile Loubet                | Centre gauche  | 11 012       | 61,12        |
|                | Albert Lacroix-Saint-Pierre | Bonapartiste   | 7 006        | 38,89        |
|                |                             |                |              |              |
| Inscrits       | Inscrits                    | Inscrits       | 21 107       | 100,00       |
| Votants        | Votants                     | Votants        | 18 075       | 85,64        |
| Abstention     | Abstention                  | Abstention     | 3 032        | 14,36        |
| Blancs et nuls | Blancs et nuls              | Blancs et nuls | 57           | 0,32         |
| Exprimés       | Exprimés                    | Exprimés       | 18 018       | 99,68        |

### Arrondissement de Nyons
| Candidats      | Candidats                         | Étiquette,                | Premier tour | Premier tour |
| Candidats      | Candidats                         | Étiquette,                | Voix         | %            |
| -------------- | --------------------------------- | ------------------------- | ------------ | ------------ |
|                | Arthur Harouard de Suarez d'Aulan | Bonapartiste              | 5 575        | 60,83        |
|                | Camille Richard                   | Républicain intransigeant | 3 574        | 39,00        |
|                | Divers                            |                           | 16           | 0,17         |
|                |                                   |                           |              |              |
| Inscrits       | Inscrits                          | Inscrits                  | 10 630       | 100,00       |
| Votants        | Votants                           | Votants                   | 9 192        | 86,47        |
| Abstention     | Abstention                        | Abstention                | 1 438        | 13,53        |
| Blancs et nuls | Blancs et nuls                    | Blancs et nuls            | 27           | 0,29         |
| Exprimés       | Exprimés                          | Exprimés                  | 9 165        | 99,71        |

L'élection est invalidée par la Chambre le 23 février 1878. Une élection partielle a lieu.

### Arrondissement de Valence

#### 1recirconscription
| Candidats      | Candidats              | Étiquette,                | Premier tour | Premier tour |
| Candidats      | Candidats              | Étiquette,                | Voix         | %            |
| -------------- | ---------------------- | ------------------------- | ------------ | ------------ |
|                | Noël Madier de Montjau | Républicain intransigeant | 14 363       | 73,66        |
|                | Emile Forcheron        | Légitimiste               | 5 122        | 26,27        |
|                | Divers                 |                           | 15           | 0,08         |
|                |                        |                           |              |              |
| Inscrits       | Inscrits               | Inscrits                  | 23 793       | 100,00       |
| Votants        | Votants                | Votants                   | 19 552       | 82,18        |
| Abstention     | Abstention             | Abstention                | 4 241        | 17,82        |
| Blancs et nuls | Blancs et nuls         | Blancs et nuls            | 52           | 0,27         |
| Exprimés       | Exprimés               | Exprimés                  | 19 500       | 99,73        |

#### 2ecirconscription
| Candidats      | Candidats              | Étiquette,     | Premier tour | Premier tour |
| Candidats      | Candidats              | Étiquette,     | Voix         | %            |
| -------------- | ---------------------- | -------------- | ------------ | ------------ |
|                | Isidore Christophle    | Centre gauche  | 11 394       | 60,48        |
|                | Monier de la Sizeranne | Bonapartiste   | 7 425        | 39,42        |
|                | Divers                 |                | 19           | 0,10         |
|                |                        |                |              |              |
| Inscrits       | Inscrits               | Inscrits       | 22 155       | 100,00       |
| Votants        | Votants                | Votants        | 18 893       | 85,23        |
| Abstention     | Abstention             | Abstention     | 3 262        | 14,77        |
| Blancs et nuls | Blancs et nuls         | Blancs et nuls | 55           | 0,29         |
| Exprimés       | Exprimés               | Exprimés       | 18 838       | 99,71        |